# Eduardo Tuzzio
Eduardo Nicolas Tuzzio (Buenos Aires, 31 luglio 1974) è un ex calciatore argentino, di ruolo difensore.
Ha giocato come difensore e ha indossato per 2 volte la maglia dell'Argentina.

## Carriera

### Club
Ha iniziato la sua carriera da professionista nel San Lorenzo nel 1993 e vi giocherà, esclusa una parentesi di un anno durante il quale giocherà al Quilmes per 8 anni, fino al 2001, quando tenta l'avventura europea con scarsi risultati all'Olympique Marseille, dove giocherà molto poco. In seguito tornerà in patria e farà ritorno in Europa soltanto nella stagione 2005-2006 all'RCD Mallorca, dove giocherà una stagione in prestito.
Successivamente milita ancora al River Plate, con il quale ha vince 3 tornei di clausura (2003, 2004, 2008). Nel 2001 aveva già vinto una clausura con il San Lorenzo De Almagro).
Si trasferisce all'Independiente nel 2008, diventandone in seguito il vice-capitano.

### Nazionale
Ha giocato 2 volte in nazionale, una nella preparazione alla Copa América 2007 e l'altra contro il Cile, il 18 aprile 2007.

## Palmarès

### Club

#### Competizioni internazionali
- Coppa Sudamericana: 1

Independiente: 2010